# 田中源

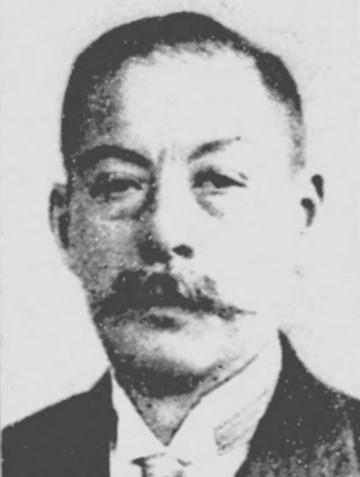
田中源

田中 源（たなか げん、1876年（明治9年）10月18日 - 1947年（昭和22年）8月19日）は、日本の政治家。衆議院議員（3期）。

## 経歴
東京都出身。農業に従事する。葛西村議、南葛飾郡議、同議長、東京市議、東京府議、同議長、葛西村長を経て、1936年の第19回衆議院議員総選挙で東京6区（当時）から立憲政友会公認で立候補して初当選する。以来連続3回当選。1942年の第21回衆議院議員総選挙（いわゆる翼賛選挙）では大政翼賛会の推薦を受けずに当選した。終戦後は日本自由党に加入した。翌1946年の第22回衆議院議員総選挙には立候補しなかった。1947年死去。